# Jabberjaw
Jabberjaw – amerykański serial animowany wyprodukowany przez studio Hanna-Barbera w 1976–1978 roku. Zawiera 16 odcinków. Serial emitowany jest przez Boomerang w języku polskim.
Bohaterowie serialu wystąpili gościnnie w odcinku Międzystanowe finały detektywów serialu Scooby Doo i Brygada Detektywów.

## Fabuła
Serial - o fabule nieco zbliżonej do innej produkcji wytwórni Hanna-Barbera, Scooby-Doo, opowiada o przygodach członków grupy muzycznej „Neptunsi”, którzy podróżując po podwodnym świecie wzorowanym na dzisiejszym natrafiają na różne afery kryminalne. Zazwyczaj są to próby zawładnięcia nad światem. Członkowie grupy walczą, by plany złoczyńców się nie spełniły.

## Bohaterowie
- Jabberjaw – rekin, żarłacz biały. Przyjaźnie nastawiony do ludzi. Wyraża swoją radość poprzez frazy „Wow wow” i „Niach niach”. Lubi dużo jeść i często zauważa, że nie jest przez nikogo szanowany.
- Biff – brązowowłosy młody mężczyzna grający na gitarze. Lider grupy muzycznej „Neptunsi”.
- Shelly – ciemnowłosa dziewczyna grająca na tamburynie. Jest inteligentna, zarozumiała i ścierniwa.
- Bubbles – blondwłosa młoda dziewczyna grająca na keyboardzie.
- Clamhead – młody mężczyzna grający na gitarze basowej. Jest najlepszym przyjacielem Jabberjawa.

## Wersja polska
Wersja polska: na zlecenie Warner Bros. – Studio Genetix Film Factory

Reżyseria: Agnieszka Matysiak

Dialogi polskie: Joanna Kuryłko

Realizacja dźwięku: Zdzisław Zieliński

Kierownictwo produkcji: Agnieszka Sokół, Róża Zielińska

Udział wzięli:
- Kacper Kuszewski – Jabberjaw
- Tomasz Borkowski
- Wojciech Solarz
- Małgorzata Socha
- Kamilla Baar
- Andrzej Chudy
- Janusz Wituch
- Mirosław Wieprzewski
- Mieczysław Morański
- Andrzej Gawroński
- Ryszard Olesiński

i inni

## Spis odcinków
| N/o            | Polski tytuł                              | Angielski tytuł                   |
| -------------- | ----------------------------------------- | --------------------------------- |
|                |                                           |                                   |
| SERIA PIERWSZA |                                           |                                   |
|                |                                           |                                   |
| 01             | Doktor Lo musi odejść                     | Dr. Lo Has Got To Go              |
|                |                                           |                                   |
| 02             | Wszędzie dobrze, ale w kosmosie najlepiej | There’s No Place Like Outer Space |
|                |                                           |                                   |
| 03             | Wiej, Jabber, wiej                        | Run, Jabber, Run                  |
|                |                                           |                                   |
| 04             | Atlantydo, idź się utop                   | Atlantis Get Lost                 |
|                |                                           |                                   |
| 05             | Ponura ośmiornica                         | The Sourpuss Octopus              |
|                |                                           |                                   |
| 06             | Trzymaj się kapelusza, Jabber             | Hang Onto Your Hat, Jabber        |
|                |                                           |                                   |
| 07             | Wielka zamiana w rekiny                   | The Great Shark Switch            |
|                |                                           |                                   |
| 08             | Wykiwany Jabber                           | Claim-Jumped Jabber               |
|                |                                           |                                   |
| 09             | Ali Jabber i tajemni złodzieje            | Ali Jabber And The Secret Thieves |
|                |                                           |                                   |
| 10             | Ratunku, ratunku to upiór z morza         | Help, Help It’s The Phantom Kelp  |
|                |                                           |                                   |
| 11             | Nie pomożemy Scalpinowi                   | No Helpin’ The Sculpin’           |
|                |                                           |                                   |
| 12             | Mętlik z Trójkątem Bermudzkim             | The Bermuda Triangle Tangle       |
|                |                                           |                                   |
| 13             | Intryga w Aqualandzie                     | Malice In Aqualand                |
|                |                                           |                                   |
| 14             | Wyścig, pościg i zawrotna prędkość        | The Fast-Paced Chase Race         |
|                |                                           |                                   |
| 15             | Intryga Piranii                           | The Piranha Plot                  |
|                |                                           |                                   |
| 16             | Nie ma drania nad El Eela                 | There’s No Heel Like El Eel       |
|                |                                           |                                   |